# Kråkskär, Nyland
Kråkskär är en ö i Finland. Den ligger i Finska viken och i kommunerna Borgå och Lovisa i landskapet Nyland, i den södra delen av landet. Ön ligger omkring 63 kilometer öster om Helsingfors.
Öns area är 3,9 hektar och dess största längd är 430 meter i nord-sydlig riktning. Ön höjer sig omkring 10 meter över havsytan.